# Culex vomerifer
Culex vomerifer är en tvåvingeart som beskrevs av William H.W. Komp 1932. Culex vomerifer ingår i släktet Culex och familjen stickmyggor. Inga underarter finns listade i Catalogue of Life.